# یودوکیا رشدنیک
یودوکیا رشدنیک (انگلیسی: Evdokia Reshetnik; ۱۴ مارس ۱۹۰۳ – ۲۲ اکتبر ۱۹۹۶)
جانورشناس و بوم‌شناس اوکراینی بود. او متخصص موش‌های کور و دانه‌دوست‌ها در اوکراین بود و نخستین دانشمندی بود که در سال ۱۹۳۹ موش کور نابینای شنی جنوب اوکراین را توصیف کرد. او نقش کلیدی در حفظ کارایی موزه ملی تاریخ طبیعی در آکادمی ملی علوم اوکراین در دوران میان‌دوجنگ و دوره پس از جنگ جهانی دوم ایفا کرد، با وجود آنکه هم توسط گشتاپو و هم مقامات شوروی دستگیر شد. او یکی از افرادی بود که در پنهان کردن نمونه‌های موزه برای جلوگیری از تصرف آن‌ها توسط آلمانی‌ها مشارکت داشت. وی به دلیل استدلال‌هایی شناخته می‌شود که بر لزوم سنجش اکولوژی، پراکندگی گونه‌ها، جمعیت‌ها، فایده‌ها و تغییرپذیری‌ها قبل از برچسب زدن به برخی حیوانات به عنوان آفات و مضر برای محیط‌زیست تأکید داشت. هرچند که او مسئول حفظ تاریخ‌نگاری توسعه علمی در اوکراین بود، اما میراث خودش تا قرن بیست و یکم به فراموشی سپرده شد.

## اوایل زندگی و تحصیلات
اودوکییا گریگوریونا رشتنیک در ۱۴ مارس ۱۹۰۳ (N. S.) در روستای Koshmanovka در استان پولتاوا از امپراتوری روسیه، که اکنون بخشی از اوکراین است، زاده شد. پدرش، گریگوری یفیموویچ رشتنیک، یک دهقان مرفه بود که پیش از کولاک‌زدایی درگذشت. او دارای زمین‌های زیادی بود که در آن‌ها دامداری می‌کرد. احتمالاً به دلیل مرگ زودهنگام پدرش، رشتنیک از کودکی تحت سرپرستی خواهر و شوهرخواهرش در پولتاوا بزرگ شد. او در آنجا تحصیلات ابتدایی خود را گذراند و سپس هفت سال در گیمنازیوم تحصیل کرد. در سال ۱۹۱۸، وی برنامه‌ای سه‌ساله در پداگوژی را آغاز کرد، کار عملی خود را در یتیم‌خانه محلی گذراند و در سال ۱۹۲۰ بر اساس قوانین مؤسسه آموزش عمومی روسیه، مدارک تدریس خود را از دانشگاه تربیت معلم پولتاوا دریافت کرد.
رشتنیک با ادامه تحصیل در همان دانشگاه، تا سال ۱۹۲۴ در رشته زیست‌شناسی تحصیل کرد و در این مدت با همکلاسانی چون اوکسانا ایواننکو، پاولو تیچینا و همسر آینده‌اش، یاکوف خومنکو، آشنا شد. او هم‌زمان با تحصیل، همچنان به تدریس در یتیم‌خانه مشغول بود. پس از فارغ‌التحصیلی در سال ۱۹۲۴ با تخصص در زیست‌شناسی، در منطقه اوسنوویانسکی در حومه خارکوف به عنوان مدرس جانورشناسی در مدرسه کارگری مشغول به کار شد. خومنکو به عنوان لغت‌شناسی و مترجم در مؤسسه زبان‌شناسی و ادبیات فعالیت می‌کرد. رشتنیک و خومنکو در سال ۱۹۲۶ ازدواج کردند و دو سال بعد صاحب پسری به نام امیل شدند. پس از گذراندن امتحاناتش در سال ۱۹۳۱، رشتنیک تحصیلات تکمیلی خود را در دانشگاه خارکوف و در مؤسسه پژوهشی جانورشناسی آغاز کرد. از سال ۱۹۳۳، او همچنین به عنوان پژوهشگر در ایستگاه پژوهشی علمی خارکوف مشغول به کار شد. وی در سال ۱۹۳۴ پس از دفاع موفق از پژوهش خود که بر مطالعه چکاوکها متمرکز بود، فارغ‌التحصیل شد.

## حرفه

### سال‌های پیش از جنگ و جنگ (۱۹۳۵–۱۹۴۶)
در سال ۱۹۳۵، زمانی که پایتخت اوکراین از خارکوف به کی‌یف منتقل شد، همسر رشتنیک نیز همراه با محل کارش منتقل شد و او نیز از پی وی رفت. او در باغ‌وحش کی‌یف به عنوان پژوهشگر مشغول به کار شد. در سال ۱۹۳۶، او به عنوان پژوهشگر ارشد در مؤسسه جانورشناسی اشمالهاوزن از آکادمی ملی علوم اوکراین منصوب شد و به عنوان دبیر این مؤسسه فعالیت کرد. در سال ۱۹۳۹، او مقاله‌ای دربارهٔ اسپالاسیده  (موش‌های کور) در اوکراین منتشر کرد و سال بعد مدرک کاندیدا (درجه علمی) خود را در سال ۱۹۴۰ دریافت کرد، اگرچه دیپلمش تا سال ۱۹۴۶ صادر نشد. سال بعد، هنگام یک سفر پژوهشی در کیشیناو، بسارابیا، جنگ جهانی دوم بر پایه کشور سبب شد رشتنیک به کی‌یف بازگردد. او با قطار تخلیه دانشگاهیان عازم اوفا شد اما در پولتاوا پیاده شد تا نزد خواهرش که از پسرش مراقبت می‌کرد، برود. در ایستگاه قطار، او همچنین با همسرش دوباره دیدار کرد. منع آمد و شد مانع از آن شد که بتواند پسرش را بردارد و سفرش را ادامه دهد، بنابراین تا اکتبر ۱۹۴۱ که آلمانی‌ها شهر را اشغال کردند، در پولتاوا ماندند. آن‌ها سپس با اسب به کی‌یف بازگشتند، سفری دشوار و طولانی.
در ماه مه ۱۹۴۲، مؤسسه حفاظت از گیاهان و کنترل آفات توسط رایشس‌کومیساریات اوکراین در آکادمی ملی علوم تأسیس شد. رشِتنیک برای کار تحت نظارت شارلمانی استخدام شد و او توانست برای پسرش نیز، به‌عنوان کارآموز صحافی، موقعیتی در این مؤسسه فراهم کند تا از اعزام او به آلمان جلوگیری شود. او تا سپتامبر ۱۹۴۳ در این مؤسسه بر روی دانه‌دوست‌ها، موش‌های دالان‌ساز و چوب‌شکن تحقیق کرد. آلمانی‌ها به‌طور ویژه به تحقیقاتی در زمینه داروها و سایر روش‌های از بین بردن آفات، به‌ویژه جوندگانی که ممکن بود برای گیاهان کشاورزی خطر ایجاد کنند، علاقه‌مند بودند. در اواخر جنگ، آلمانی‌ها شروع به غارتگری نازی مجموعه‌های موزه جانورشناسی کردند و آن‌ها را به پوزنان و دیگر مناطق آلمان و لهستان منتقل کردند. رشِتنیک نقش فعالی در پنهان کردن برخی از نمونه‌ها برای جلوگیری از انتقال آن‌ها داشت.

### پس از جنگ (۱۹۴۶–۱۹۸۶)
در پایان جنگ، رشِتنیک در سال ۱۹۴۶ به‌عنوان متخصص پژوهشی در جانورشناسی معرفی شد و در مؤسسه جانورشناسی آکادمی علوم مشغول به کار شد، جایی که تا سال ۱۹۵۰ در آن باقی ماند. در این دوره، او دو مقاله دربارهٔ مطالعات پیشین خود روی سنجاب‌های زمینی منتشر کرد. یکی از این مقالات، که در سال ۱۹۴۶ منتشر شد، زیرگونه‌های جدیدی از سنجاب زمینی لکه‌دار (Citellus suslica ognevi و Citellus suslica volhynensis) را شناسایی کرد. در پژوهش‌هایش، رشِتنیک اشاره کرد که جوندگان می‌توانند به دلیل پوست و چربی‌شان ارزشمند باشند، زیرا چربی آن‌ها در زمان جنگ به‌عنوان منبع غذایی به‌کار می‌رفت. او تحلیل‌های گسترده‌ای در زمینه بوم‌شناسی، پراکندگی گونه‌ها، جمعیت‌ها و تنوع جوندگان در سراسر اوکراین منتشر کرد. در این پژوهش‌ها، او استدلال کرد که ارزش اقتصادی جوندگان باید در مقابل خساراتی که ممکن است وارد کنند، سنجیده شود.
با بازگشت شوروی‌ها به قدرت، دوره‌ای از سرکوب سیاسی در اتحاد شوروی در اوکراین آغاز شد. در سال ۱۹۴۸، پسر رشِتنیک به دلیل عضویت در سازمان ملی‌گرایان اوکراین دستگیر و به موردوویا تبعید شد. پس از مدت کوتاهی، همسرش نیز دستگیر و زندانی شد. هر دو به گذراندن محکومیت هشت‌ساله ملزم شدند. رشِتنیک با چندین اتهام ساختگی روبه‌رو شد — از جمله این‌که او قرار بود توسط گشتاپو اعدام شود، اما چون این اتفاق نیفتاده، پس حتماً با آن‌ها همکاری کرده است؛ یا این‌که با افرادی مشکوک مانند شارلمانی و پارامونوف دوستی داشته است؛ و همچنین متهم به دستبرد فکری به آثار دیگران شد. در سال ۱۹۵۱، رشِتنیک به زندان چِرنیهیف منتقل شد و تا سال ۱۹۵۵ در آنجا باقی ماند. پس از آزادی، او به‌عنوان حشره‌شناسی منطقه‌ای در ایستگاه بهداشت و اپیدمیولوژی ناحیه کی‌یف-سویاتوشین مشغول به کار شد. بین سال‌های ۱۹۵۶ تا ۱۹۵۷، مقامات او را اعاده حیثیت کردند و در سال ۱۹۶۱ به او اجازه بازگشت به مؤسسه جانورشناسی داده شد، جایی که تا زمان بازنشستگی‌اش در سال ۱۹۸۶ در آنجا ماند.
بخش عمده‌ای از فعالیت‌های او در مؤسسه جانورشناسی به سرپرستی مجموعه‌های موزه‌ای اختصاص یافت. او به‌عنوان یک متخصص ماهر و تاکسیدرمی، مجموعه‌های جانورشناسی را با صدها نمونه از گونه‌های مختلف گسترش داد. او به‌عنوان یک بایگان، که به‌خوبی از نحوه برخورد تاریخ با دانشمندان آگاه بود، دقت زیادی در ثبت سوابق داشت و اطمینان حاصل کرد که پرونده‌های همکارانش شامل مهم‌ترین آثارشان باقی بماند، حتی اگر توسط دولت سرکوب شده باشند. از جمله زندگی‌نامه‌هایی که رشِتنیک حفظ کرد، می‌توان به شارلمانی، ایوان دمیانوویچ ایواننکو (اوکراینی: Іван Дем’янович Іваненко)، سرگئی مدودف و پارامونوف اشاره کرد. در سال ۱۹۹۳، به دلیل ضعف بینایی، خاطرات خود دربارهٔ اولنا تلیها را برای پسرش روایت کرد. این شرح حال در روزنامه Ukrainian Word تحت عنوان «Моя Оленіана» («اولنیانای من») منتشر شد و به رابطه آن‌ها در دوران بازداشت توسط گشتاپو پرداخت.

## مرگ و میراث
رشِتنیک در ۲۲ اکتبر ۱۹۹۶ در کی‌یف درگذشت و در گورستان سوفسکی به خاک سپرده شد. با این‌که نام او در اوکراین به دلیل مقالات علمی‌اش در یادها باقی ماند، اما زندگی‌نامه‌اش تا قرن بیست‌ویکم بازگو نشد.